# Campeonato Ecuatoriano de Fútbol 1961
El Campeonato Ecuatoriano de Fútbol 1961, conocido oficialmente como «Campeonato Nacional de Fútbol 1961», fue la 3.ª edición del Campeonato nacional de fútbol profesional en Ecuador. El torneo fue organizado por la Federación Deportiva Nacional del Ecuador (luego Asociación Ecuatoriana de Fútbol, hoy Federación Ecuatoriana de Fútbol) y por segunda vez consecutiva contó con la participación de los 4 mejores equipos ubicados del Campeonato Profesional de Guayaquil y los 4 del Campeonato Profesional Interandino (Quito y Ambato).
Emelec se coronó campeón por segunda vez en su historia. Una cuestionada y sospechosa decisión de la Federación Deportiva Nacional del Ecuador (luego Asociación Ecuatoriana de Fútbol, hoy Federación Ecuatoriana de Fútbol)  lo declaró campeón. Esta se tomó después del primer partido de desempate jugado en Quito entre Emelec y Deportivo Quito que habían igualado en 10 puntos y debían jugar partidos de ida y vuelta para definir al campeón. Cuando se esperaba el partido de revancha en Guayaquil salió una resolución pendiente sobre el Deportivo Quito de la Ecuafútbol por un reclamo del Patria. Aquella resolución consistía en que el Deportivo Quito hizo actuar un jugador inhabilitado, por lo que la dirigencia resolvió quitarle los puntos al Deportivo Quito y cederlos al Patria. Como ya se había jugado el primer cotejo por la definición del título entre Emelec y Deportivo Quito, la Federación decidió declarar nulo este compromiso y dar como campeón a Emelec.

## Sistema de juego
La competencia de 1961 se inició con la intervención de los mismos equipos y un sistema similar al año anterior. Barcelona, Emelec, Everest, Patria, Deportivo Quito, Liga Deportiva Universitaria, España y Macará jugaron partidos de ida y vuelta, sin enfrentarse entre equipos de las mismas asociaciones. En total son 4 equipos de la Costa y 4 equipos de la Sierra.
También sucedió lo mismo con los resultados: el dominio de las escuadras guayaquileñas que alcanzaron los 3 primeros lugares. Liga Deportiva Universitaria fue cuarta, al igualar en puntaje a Everest y Deportivo Quito, pero con un número superior de goles anotados.
Lo único diferente fue el campeón, el título pasó del Barcelona al Emelec, que conquistó su segunda corona.

## Equipos participantes
| Nombre del club                       | Ciudad    | Estadio                     | Capacidad | Vía de clasificación                    |
| ------------------------------------- | --------- | --------------------------- | --------- | --------------------------------------- |
| Barcelona Sporting Club               | Guayaquil | Modelo                      | 42.000    | Campeón de la Copa de Guayaquil 1961    |
| Sociedad Deportivo Quito              | Quito     | Olímpico Municipal El Batán | 45.000    | 3° Lugar de la Copa Interandina 1961    |
| Club Sport Emelec                     | Guayaquil | George Capwell              | 11.000    | Subcampeón de la Copa de Guayaquil 1961 |
| Sociedad Deportiva España             | Quito     | El Ejido                    | 20.000    | Subcampeón de la Copa Interandina 1961  |
| Club Deportivo Everest                | Guayaquil | Modelo                      | 42.000    | 4° Lugar de la Copa de Guayaquil 1961   |
| Liga Deportiva Universitaria de Quito | Quito     | Olímpico Municipal El Batán | 45.000    | Campeón de la Copa Interandina 1961     |
| Club Deportivo Macará                 | Ambato    | Bellavista                  | 15.000    | 4° Puesto de la Copa Interandina 1961   |
| Club Sport Patria                     | Guayaquil | Modelo                      | 42.000    | 3° Lugar de la Copa de Guayaquil 1961   |

## Equipos por ubicación geográfica
| Provincia  | N.º | Equipos                                    |
| ---------- | --- | ------------------------------------------ |
| Guayas     | 4   | - Barcelona - Emelec - Everest - Patria    |
| Pichincha  | 3   | - Deportivo Quito - España - Liga de Quito |
| Tungurahua | 1   | - Macará                                   |

| Barcelona Emelec Everest Patria Liga de Quito España Deportivo Quito Macará |

## Partidos y resultados
| Local/Visita    | BAR | QUI | EME | ESP | EVE | LDU | MAC | PAT |
| --------------- | --- | --- | --- | --- | --- | --- | --- | --- |
| Barcelona       |     | 0-1 |     | 4-0 |     | 1-0 | 2-3 |     |
| Deportivo Quito | 3-2 |     | 3-5 |     | 1-0 |     |     | 0-2 |
| Emelec          |     | 3-3 |     | 1-1 |     | 1-0 | 4-4 |     |
| España          | 0-0 |     | 0-0 |     | 1-0 |     |     | 4-1 |
| Everest         |     | 6-1 |     | 2-1 |     | 2-1 | 7-1 |     |
| Liga de Quito   | 4-0 |     | 1-0 |     | 5-4 |     |     | 3-1 |
| Macará          | 2-3 |     | 0-1 |     | 2-1 |     |     | 4-3 |
| Patria          |     | 1-1 |     | 4-0 |     | 2-1 | 3-1 |     |

## Tabla de posiciones
|     |  |    | Equipo          | PJ | PG | PE | PP | GF | GC | DG | PTS |
| --- |  | -- | --------------- | -- | -- | -- | -- | -- | -- | -- | --- |
| (C) |  | 1. | Emelec          | 8  | 3  | 4  | 1  | 15 | 12 | +3 | 10  |
|     |  | 2. | Patria          | 8  | 4  | 1  | 3  | 17 | 14 | +3 | 9   |
|     |  | 3. | Everest         | 8  | 4  | 0  | 4  | 22 | 13 | +9 | 8   |
|     |  | 4. | Liga de Quito   | 8  | 4  | 0  | 4  | 15 | 11 | +4 | 8   |
|     |  | 5. | Deportivo Quito | 8  | 3  | 2  | 3  | 13 | 19 | -6 | 8   |
|     |  | 6. | Barcelona       | 8  | 3  | 1  | 4  | 12 | 13 | -1 | 7   |
|     |  | 7. | España          | 8  | 2  | 3  | 3  | 7  | 12 | -5 | 7   |
|     |  | 8. | Macará          | 8  | 2  | 3  | 4  | 17 | 24 | -7 | 7   |

PJ = Partidos jugados; PG = Partidos ganados; PE = Partidos empatados; PP = Partidos perdidos; GF = Goles a favor; GC = Goles en contra; DG = Diferencia de gol; PTS = Puntos
| (C) | Campeón y clasificó a la Copa de Campeones de América 1962. |

### Evolución de la clasificación
| Equipo / Fecha  | 01 | 02 | 03 | 04 | 05 | 06 | 07 | 08 |
| --------------- | -- | -- | -- | -- | -- | -- | -- | -- |
| Emelec          | 1  | 2  | 1  | 1  | 1  | 1  | 1  | 1  |
| Patria          | 2  | 1  | 2  | 2  | 2  | 2  | 2  | 2  |
| Everest         | 3  | 3  | 4  | 4  | 3  | 3  | 3  | 3  |
| Liga de Quito   | 4  | 3  | 3  | 4  | 5  | 4  | 4  | 4  |
| Deportivo Quito | 5  | 5  | 5  | 5  | 4  | 5  | 5  | 5  |
| Barcelona       | 6  | 7  | 7  | 7  | 6  | 7  | 6  | 6  |
| Macará          | 7  | 6  | 6  | 6  | 7  | 6  | 8  | 7  |
| España          | 8  | 8  | 8  | 8  | 8  | 8  | 7  | 8  |

## Campeón
|                                      |
|                                      |
| Campeón Club Sport Emelec 2.º título |

## Goleadores
| Jugador        | Equipo          | Goles |
| -------------- | --------------- | ----- |
| Galo Pinto     | Everest         | 12    |
| Hardany Rojas  | Macará          | 9     |
| Ernesto Guerra | Deportivo Quito | 5     |